# Ilyarachna kermadecensis
Ilyarachna kermadecensis är en kräftdjursart som beskrevs av Wolff 1962. Ilyarachna kermadecensis ingår i släktet Ilyarachna och familjen Munnopsidae.
Artens utbredningsområde är havet kring Nya Zeeland. Inga underarter finns listade i Catalogue of Life.